# Philosycella wiebesina
Philosycella wiebesina är en stekelart som beskrevs av Abdurahiman och Joseph 1976. Philosycella wiebesina ingår i släktet Philosycella och familjen fikonsteklar. Inga underarter finns listade i Catalogue of Life.